# Paxillus (schimmel)
Paxillus is een geslacht van schimmels behorend tot de familie Paxillaceae. Vroeger stond deze soort bekend als eetbaar, maar tegenwoordig ziet men hem als giftig. Ook zijn er enkele gevallen met fatale afloop bekend.

## Soorten
Volgens Index Fungorum telt dit geslacht 74 soorten:
| Soortnaam                                  | Auteur(s)                                      | Publicatiejaar |
| ------------------------------------------ | ---------------------------------------------- | -------------- |
| Paxillus adelphus                          | J.-P. Chaumeton, Gryta, Jargeat & P.-A. Moreau | 2016           |
| Paxillus albidulus                         | Šutara                                         | 1992           |
| Paxillus amarellus                         | (Pers.) Quél.                                  | 1886           |
| Paxillus amazonicus                        | Singer                                         | 1989           |
| Paxillus ammoniavirescens (Grote krulzoom) | Contu & Dessì                                  | 1999           |
| Paxillus argentinus                        | Speg.                                          | 1898           |
| Paxillus atraetopus                        | Kalchbr.                                       | 1878           |
| Paxillus aurantiacus                       | Ellis                                          | 1882           |
| Paxillus aureus                            | Lloyd                                          | 1916           |
| Paxillus brondaei                          | (Laterrade) Sacc. & P. Syd.                    | 1899           |
| Paxillus brunneotomentosus                 | Heinem. & Rammeloo                             | 1985           |
| Paxillus cantharelloides                   | Henn.                                          | 1899           |
| Paxillus chalybaeus                        | E. Horak                                       | 1980           |
| Paxillus coffeaceus                        | Velen.                                         | 1939           |
| Paxillus crassus                           | Fr.                                            | 1874           |
| Paxillus cuprinus                          | Jargeat, Gryta, J.-P. Chaumeton & Vizzini      | 2014           |
| Paxillus defibulatus                       | Singer                                         | 1952           |
| Paxillus eucalyptorum                      | Berk.                                          | 1845           |
| Paxillus extenuatus                        | Fr.                                            | 1838           |
| Paxillus fasciculatus                      | Pegler                                         | 1982           |
| Paxillus fechtneri                         | (Velen.) Velen.                                | 1939           |
| Paxillus filamentosus (Elzenkrulzoom)      | (Scop.) Fr.                                    | 1838           |
| Paxillus flavidus                          | Berk.                                          | 1847           |
| Paxillus griseotomentosus                  | Secr. ex Fr.                                   | 1838           |
| Paxillus guttatus                          | Singer                                         | 1961           |
| Paxillus gymnopus                          | C. Hahn                                        | 1996           |
| Paxillus hirsutus                          | Peck                                           | 1879           |
| Paxillus hirtulus                          | F. Muell.                                      | 1883           |
| Paxillus hortensis                         | Velen.                                         | 1939           |
| Paxillus ianthinophyllus                   | Bres.                                          | 1926           |
| Paxillus intermedius                       | A. Blytt                                       | 1905           |
| Paxillus involutus (Gewone krulzoom)       | (Batsch) Fr.                                   | 1838           |
| Paxillus ionipus                           | Quél.                                          | 1888           |
| Paxillus lacunosus                         | Fr.                                            | 1838           |
| Paxillus laetipes                          | Schulzer                                       | 1875           |
| Paxillus leoninus                          | Velen.                                         | 1947           |
| Paxillus leptopus                          | Fr.                                            | 1857           |
| Paxillus ligneus                           | Berk. & M.A. Curtis                            | 1867           |
| Paxillus lividus                           | Cooke                                          | 1887           |
| Paxillus maculatus                         | Velen.                                         | 1939           |
| Paxillus microsporus                       | Peck                                           | 1912           |
| Paxillus minutesquamulosus                 | E. Horak                                       | 1980           |
| Paxillus nigricans                         | Velen.                                         | 1920           |
| Paxillus nitens                            | Lambotte                                       | 1880           |
| Paxillus obscurisporus                     | C. Hahn                                        | 1999           |
| Paxillus ochraceus                         | T.H. Li & Watling                              | 1999           |
| Paxillus odoratus                          | Velen.                                         | 1922           |
| Paxillus olivellus                         | P.-A. Moreau, J.-P. Chaumeton, Gryta & Jargeat | 2016           |
| Paxillus orcelloides                       | Cooke & Massee                                 | 1887           |
| Paxillus orientalis                        | Gelardi, Vizzini, E. Horak & G. Wu             | 2013           |
| Paxillus osteopaeon                        | Massee                                         | 1899           |
| Paxillus pahangensis                       | Corner                                         | 1971           |
| Paxillus pinguis                           | Hook. f.                                       | 1851           |
| Paxillus piperatus                         | Heinem. & Rammeloo                             | 1985           |
| Paxillus prostibilis                       | Britzelm.                                      | 1885           |
| Paxillus pubescens                         | Ellis                                          | 1876           |
| Paxillus revolutus                         | Cooke                                          | 1887           |
| Paxillus rhytidophyllus                    | M. Zang                                        | 1978           |
| Paxillus robiniae                          | Velen.                                         | 1947           |
| Paxillus rubicundulus                      | P.D. Orton                                     | 1969           |
| Paxillus rudis                             | Berk. & M.A. Curtis                            | 1859           |
| Paxillus scleropus                         | Rick                                           | 1961           |
| Paxillus serbicus                          | (Pilát) Singer                                 | 1973           |
| Paxillus simulans                          | Peck                                           | 1887           |
| Paxillus solidus                           | Ravenel                                        | 1853           |
| Paxillus sordarius                         | (Pers.) Fr.                                    | 1838           |
| Paxillus squamosus                         | (Velen.) Velen.                                | 1939           |
| Paxillus strigosus                         | Peck                                           | 1874           |
| Paxillus tigrinoides                       | Sacc.                                          | 1916           |
| Paxillus validus                           | C. Hahn                                        | 1999           |
| Paxillus velenovskyi                       | Pilát                                          | 1925           |
| Paxillus vernalis                          | Watling                                        | 1969           |
| Paxillus yunnanensis                       | M. Zang                                        | 1978           |
| Paxillus zerovae                           | Wasser                                         | 1973           |